# Alvare XI du Kongo
Alvare XI du Kongo (Mvemba a Sungu en kikongo et D. Alvaro XI en portugais)  manikongo du royaume du Kongo de 1764 à 1779. 

## Contexte
Alvaro Mvemba a Sungu issu du clan Kinlaza du nord se lève contre Pierre V du Kongo un Kimpanzu. Avec l'appui de la noblesse il est couronné en 1764 et il chasse Pierre V, issu du Kanda Kimpanzu, qui se réfugie dans son domaine patrimoniale du Mbamba Lovata où il continue de proclamer sa légitimité jusqu'à sa mort vers 1779.Lorsqu'Alvaro XI  meurt en 1779, avant son compétiteur, sa succession est assurée par  Joseph Ier du Kongo de Mukondo un Kinlaza du sud Ce coup de force met fin à la rotation pacifique de la royauté entre les Kanda instaurée par Pierre IV du Kongo.